# Christian Møinichen
Christian à Møinichen, 1683-1749,
Oversekretær i danske Kancelli, Stiftamtmand,
Søn af Livmedikus Henrik Møinichen, blev født i Kjøbenhavn 29. Okt. 1683.
Christian V var en af hans Faddere. 1698 blev han Student,
1701 theologisk Kandidat og rejste derpaa udenlands. Fra 1706 opholdt han sig i Holland,
hvor han ægtede Jacobe Ernestine Lissant (d. 28. Marts 1709),
Datter af Jan L., Prokurør i Haag, og kom 1708 tilbage til
Kjøbenhavn. Han blev forestillet for Frederik IV, som tilsagde
ham sin Naade og s. A. gjorde ham til Amtsforvalter i Skive.
1715 blev han Kancelliraad og Landsdommer i Jylland, fik s. A.
kongelig Konfirmation paa en civil Enkekasse i Viborg Stift og
blev kort efter Justitsraad. 1719 lod Frederik IV M. ledsage sig
til Norge, og i 1722 sendte han ham igjen der op for at undersøge
en Sag mod en bedragersk Embedsmand. 1720 blev M. Kommitteret
i Rentekammeret, 1724 Deputeret for Finanserne og Etatsraad. Han
var altsaa allerede naaet vidt og var yndet af Kongen og Dronning
Anna Sophie. Men hans Ærgjerrighed var ikke tilfredsstillet.
Rostgaard, hvem han hadede, og hvis Plads som Oversekretær i danske
Kancelli han attraaede, stod ham i Vejen, og M., som var et
skarpt og klogt Hoved, men ellers fra Karakterens Side lidet
elskværdig, var ikke den Mand, der skulde lade nogen Lejlighed til
at styrte sin Fjende ubenyttet. Det var da ogsaa M. og hans Ven
Biskop Deichman, der vare Lederne i den berygtede
Gehejme-Inkvisitionskommission af 1725 («Bandekommissionen»), der
nedsattes for at efterspore Misbrug og Bestikkelser i Administrationen,
og som bragte saa mange i Ulykke. Blandt dem var ogsaa
Rostgaard, og M. fik med odiøst Hastværk 2 Dage efter Rostgaards
Fald hans Plads som Oversekretær i danske Kancelli (25. Jan. 1725).
S. A. fik han Danebrogsordenen. Siden sad han i Kommissionen
angaaende de ved Holmen og Søetaten «til kongelige Interessers
Fornærmelse forefaldne og passerede Sager» (Bestikkelse osv.),
hvorved atter flere bragtes i Ulykke. M. havde kun liden Ret til i
slige Sager at sidde til Doms over andre: han sigtedes selv ganske
almindelig for Kassemangel, Bestikkelighed, Salg af Kongegunst og
Embeder, for Ødselhed og Umoralitet, og der var blodige Diatriber
i Omløb om ham. Om end disse Anklager kunne være overdrevne,
er det dog sikkert nok, at M. hverken var dadelfri som
Embedsmand elier sympathetisk som Personlighed: for sit Amtsregnskab
1718 blev han en Hob Penge skyldig, som nok aldrig blev betalt;
de 2000 Rdl., som Johan Lehn til Hvidkilde skjænkede til Bygningskassen
(efter Kjøbenhavns Brand 1728), lod han sig forære af Kongen,
der ogsaa skjænkede ham store Summer af Brandstyret i Anledning
af Viborgs Brand; i de Kommissioner, hvor han havde Sæde,
optraadte han paa en særdeles odiøs Vis, særlig lige over for sine
personlige Fjender blandt de anklagede. Han var derfor forhadt
af mange, og det er intet Under, at han i Marts 1726 for sig og
sin Ven og Stalbroder Deichman udvirkede en kongelig Decharge,
som skulde beskjærme dem mod Forulempelse fra de Mænds Side,
de havde forfulgt i Gehejmekommissionen, eller at han bliver meget
slemt medhandlet i Depecher fra engelske og franske Diplomater.
Dog Frederik IV og Anna Sophie holdt stedse Haanden over ham.
Men næppe var Frederik IV død, før ogsaa M.s Rolle var udspillet:
i Okt. 1730 afskedigedes han fra sine Embeder og bosatte sig
derpaa i Viborg, hvor han levede uvirksom i mange Aar i halv eller
hel Unaade. Først i 1743 tog Christian VI ham igjen i Tjeneste
og gjorde ham til Stiftamtmand i Bergen. Han døde dog faa Aar
efter, 26. Sept. 1749, i nævnte By og blev gravsat i Viborg
Domkirke. Efter sin første Hustrus Død havde han 12. Nov. 1711 ægtet
Else f. Majoner, Enke efter Just Arctander, Kjøbmand i Viborg;
hun bragte ham en betydelig Formue, som han dog hurtig skal
have sat over Styr. 1716-18 byggede M. Emdrupgaard ved København.